# Monsurat Sunmonu
Monsurat Olajumoke Sunmonu, née le 9 avril 1959 à Oyo est une sénatrice du Nigeria. Elle représente les citoyens du district sénatorial d'Oyo centre, après avoir remporté l'élection, le 28 mars 2015. Elle est également la présidente du Comité sénatorial des affaires étrangères. Elle a été présidente de l'assemblée législative de l'État d'Oyo.
Elle est devenue la première femme présidente de l'histoire de l'État d'Oyo , à exercer un mandat complet et ininterrompu en tant que présidente, le 10 juin 2011.

## Source de la traduction
- (en) Cet article est partiellement ou en totalité issu de l’article de Wikipédia en anglais intitulé « Monsurat Sunmonu » (voir la liste des auteurs).